# Groupe scolaire Bellevue (Paray-le-Monial)
 (août 2017).
Si vous disposez d'ouvrages ou d'articles de référence ou si vous connaissez des sites web de qualité traitant du thème abordé ici, merci de compléter l'article en donnant les références utiles à sa vérifiabilité et en les liant à la section « Notes et références ».
Le groupe scolaire Bellevue est une école située sur le territoire de la commune de Paray-le-Monial dans le département français de Saône-et-Loire et la région Bourgogne-Franche-Comté.